# Rozvodna Slavětice
Rozvodna Slavětice (zkratkou SLV) se nachází na území obce Slavětice asi 15 km jihovýchodně od Třebíče, v okrese Třebíč na Vysočině. Je jednou ze dvou rozvoden na 400 kV v kraji. Provozuje se v napěťových hladinách 400 a 110 kV.

## Význam
Rozvodna Slavětice patří k nejvýznamnějším rozvodnám na Vysočině. Část 400 kV provozuje ČEPS, a.s, část 110 kV provozuje EG.D. Do rozvodny je přiváděna elektřina z jaderné elektrárny Dukovany a vodní elektrárny Dalešice, kvůli kterým vznikla.

## Historie
Rozvodna byla založena v roce 1977 v souvislosti s výstavbou vodní elektrárny Dalešice. V roce 1985 byla do této rozvodny čtyřmi linkami 400 kV připojena jaderná elektrárna Dukovany.

## Popis

### Napěťové hodnoty
Rozvodna je provozována v napěťových hodnotách 400 kV a 110 kV. Hladinou 400 kV jsou spojeny rozvodny Čebín, Dasný, Sokolnice a rakouská rozvodna Dürnrohr. Na této hladině je přiváděn vyrobený výkon z elektráren Dukovany (čtyři vedení) a Dalešice (dvě vedení).

### Transformátory
Transformace 400/110 kV je zajištěna dvěma třífázovými transformátory.

### Vedení
Do rozvodny jsou zaústěna následující vedení:

#### Vedení 400 kV – ZVN – zvláště vysoké napětí
- Jednoduché vedení V433 Dasný – Slavětice
- Dvojité vedení V434/V435 Slavětice – Čebín/Sokolnice
- Jednoduché vedení V436 Slavětice – Sokolnice
- Dvojité vedení V437/V438 Slavětice – Dürnrohr (AT)
- Dvojité vedení V481/V482 EDA – Slavětice
- Jednoduché vedení V483 EDU I – Slavětice
- Jednoduché vedení V484 EDU II – Slavětice
- Jednoduché vedení V485 EDU III – Slavětice
- Jednoduché vedení V486 EDU IV – Slavětice